# Lutjanus vivanus
Lutjanus vivanus es una especie de peces de la familia Lutjanidae en el orden de los Perciformes.

## Morfología
• Los machos pueden llegar alcanzar los 83 cm de longitud total.

## Alimentación
Come principalmente pescados, gambas, cangrejos, gasterópodos, cefalópodos, tunicas y Urochordatas.

## Hábitat
Es un pez de mar de clima subtropical y asociado a los  arrecifes de coral que vive entre 90-242 m de profundidad.

## Distribución geográfica
Se encuentra desde Carolina del Norte (Estados Unidos) y Bermuda hasta  São Paulo (Brasil ).

## Uso comercial
Su carne tiene fama de ser de buena calidad y se comercializa fresco.